# Фатална привлачност
Фатална привлачност (енгл. Fatal Attraction) је амерички психолошки трилер из 1987. године. Режирао га је Адријан Лајн, а сценарио је написао Џејмс Дирден, према свом филму „Диверзија” из 1980. године. Главне улоге тумаче Мајкл Даглас и Глен Клоус. Филм се врти око Дена, ожењеног мушкарца који има викенд аферу са Алекс, женом за коју се испоставља да је психички болесна и која одбија да допусти да се њихова афера заврши, те постаје опседнута њиме.

## Радња
Живот адвоката Дена Галагера са младом супругом Бет и петогодишњом ћерком Елен био је срећан све до дана када су Бет и њена ћерка отишле из града код родитеља. Осећајући пролазну привлачност према Алекс Форест, ново запосленој у компанији у којој је радио, био је поласкан њеном узвратном реакцијом и провео је неколико часова са њом, прво у својој кући, а потом и у стану своје љубавнице. До краја другог дана Ден је желео да се врати породици, али се испоставило да је у самртном стиску правог манијака. Када је Ден ипак успео да побегне од Алекс у свој дом, његов живот се претворио у праву ноћну мору.
Филм је имао алтернативни завршетак у којем лик Глен Клоуз изврши самоубиство уз звук Мадам Батерфлај (и сама глумица је веровала да је самоуништење логичан крај за њен лик), али су три недеље касније проведене на снимању друге врхунске сцене.

## Критике
Филм је примио позитивне критике и изазвао контроверзе у време изласка. Постигао је велики успех, зарадивши 320,1 милиона долара са буџетом од 14 милиона долара, те је постао филм са највећом зарадом 1987. године. На 60. додели Оскара, био је номинован у 6 категорија: најбољи филм, најбољи режисер, најбоља глумица у главној улози (Глен Клоуз), најбоља глумица у споредној улози (Ен Арчер), најбољи адаптирани сценарио и најбоља монтажа.

## Улоге
| Глумац         | Лик             |
| -------------- | --------------- |
| Мајкл Даглас   | Ден Галагер     |
| Глен Клоус     | Алекс Форест    |
| Ен Арчер       | Бет Галагер     |
| Елен Хамилтон  | Елен Галагер    |
| Стјуарт Панкин | Џими            |
| Елен Фоули     | Хилди           |
| Фред Гвин      | Артур           |
| Мег Манди      | Џоун Роџерсон   |
| Том Бренан     | Хауард Роџерсон |
| Луис Смит      | Марта           |
| Мајк Насбом    | Боб Дример      |
| Џејн Краковски | Кристина        |